# Здание главного почтамта (Дублин)
Главный почтамт Дублина (англ. General Post Office, ирл. Ard-Oifig an Phoist) — здание штаб-квартиры ирландской почтовой службы и главного почтамта Дублина. Расположено на О’Коннелл-стрит, является одним из самых известных исторических зданий в Ирландии.

## Архитектура
Главпочтамт Дублина изначально располагался в маленьком здании на Дейм-стрит (в настоящее время — здание Центрального банка) и впоследствии был перемещён в большее по размеру здание на Колледж-грин. Дальнейший рост объёмов почтовых отправлений требовал большего помещения, проект которого был заказан архитектору Фрэнсису Джонстону, и 12 августа 1814 года состоялась торжественная церемония закладки первого камня нового главпочтатмта, в которой приняли участие тогдашний лорд-лейтенант Ирландии Чарльз Уитворт, главный почтмейстер Ирландии Лоуренс Парсонс и пэр Ирландии Чарльз O' Нейл. Строительство здания было завершено за три года и обошлось в 50 тысяч фунтов стерлингов. Открытие нового почтамта на Сэквилл-стрит (ныне — О’Коннелл-стрит) состоялось 6 января 1818 года.
Фасад здания имеет протяженность 67,1 метра, украшен ионическим портиком высотой 24,4 метра и шестью рифлёными ионическими колоннами, 1,37 м в диаметре. Фриз здания в антаблементе богато украшен, и в тимпане фронтона размещались королевские гербы, который были удалены оттуда в 1920-х, после обретения Ирландией независимости. На акротериях фронтона размещались три статуи: справа — статуя Меркурия с кадуцеем, слева — Верность с гончей у ног и ключом в правой руке, в центре — статуя Гибернии (женщины — символа Ирландии, наряду с богиней Эриу) с копьём и арфой в руках. Антаблемент, за исключением архитрава, продолжается вдоль остальной части фронтона, при этом фриз не оформлен над портиком. Балясины венчают карниз здания, который находится на высоте 15,2 метра.
Здание имеет три этажа, и за исключением портика, сделанного из портлендского камня, целиком выстроено из гранита.
Здание главпочтамта является последним из известных зданий георгианского стиля, построенных в Дублине.

## История

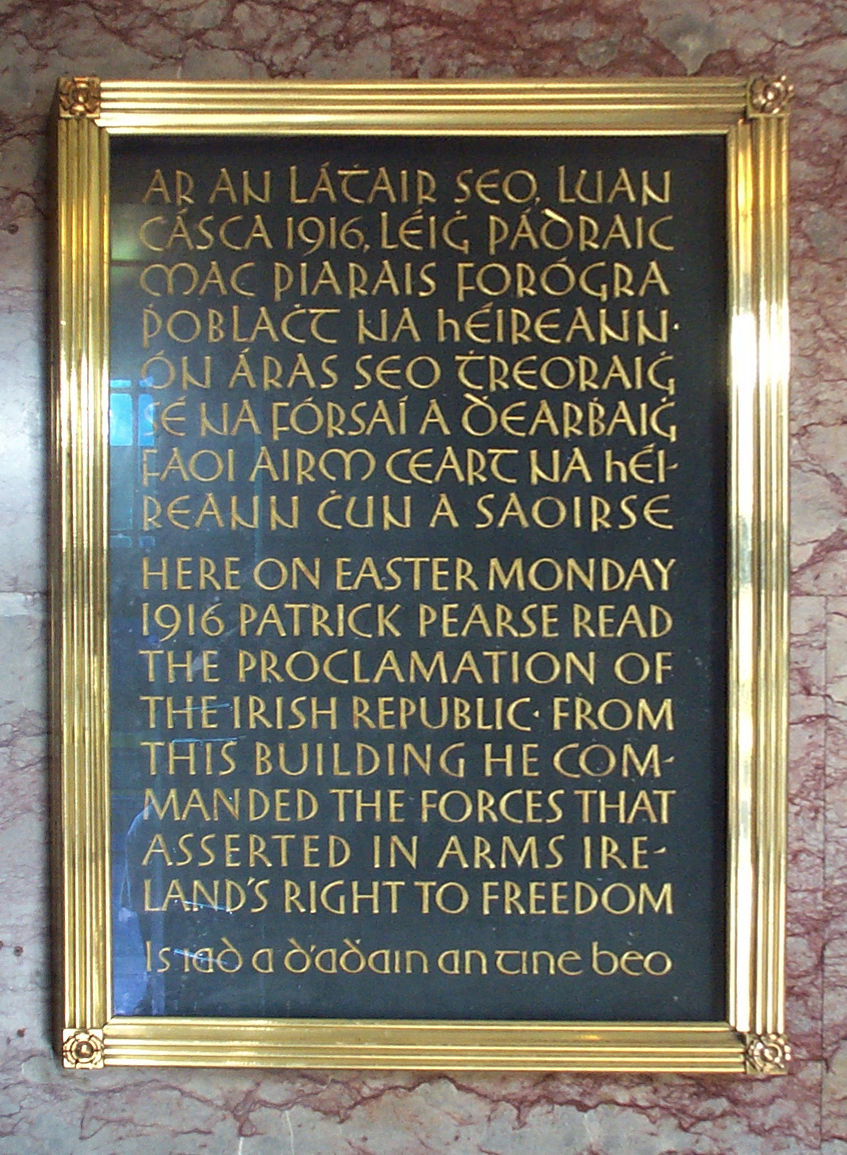
Мемориальная доска на стене почтамта, посвященная участникам Пасхального восстания.

Во время Пасхального восстания 1916 года здание почтамта было штаб-квартирой повстанцев. В ходе боёв здание сильно пострадало от пожара, от здания уцелел только фасад; несколько лет главпочтамт стоял без ремонта, пока этим не занялось правительство Ирландского Свободного государства в 1920-х годах.
После провозглашения независимости Ирландии в здании главпочтамта открылся музей, где хранятся оригинал декларации независимости Ирландской Республики и другие документы об истории почтовой службы Ирландии и здания главпочтамта. В память о героях Пасхального восстания возле фронтона здания установлена статуя, изображающая смерть Кухулина работы скульптора Оливера Шеппарда, эта же статуя изображена на ирландской 10-шиллинговой монете выпуска 1966 года. С 1928 по 1933 годы оттуда вещала первая ирландская радиостанция 2RN.
Несмотря на значимость главпочтамта, как своеобразного символа независимости Ирландии, владельцы земельного участка, на котором он расположен, продолжали взимать за него плату до 1980-х годов.
Здание главпочтамта в наши дни остаётся одним из главных символов ирландского национализма. На О’Коннелл-стрит возле здания ранее стояла колонна Нельсона, которую взорвали в 1966 году боевики ИРА, после чего, в 2003 году на этом месте был воздвигнут 120-метровый Монумент света, часто именуемый горожанами «Дублинской иглой».